# Derde Aanvullend Protocol bij de Conventies van Genève
Het Derde Aanvullend Protocol bij de Conventies van Genève inzake de ingebruikname van een bijkomend onderscheidend symbool is facultatieve aanvulling op de Conventies van Genève dat op 8 december 2005 werd aangenomen en op 14 januari 2007 van kracht werd.

## Doel

De Rode Davidster.

Het aangenomen symbool is het vierde erkende embleem van het Rode Kruis en heet Rode Ruit, Rode Kristal of Derde Protocol-embleem. De andere drie symbolen zijn het Rode Kruis, de Rode Halve Maan en de Rode Leeuw met Zon. De Rode Ruit is een symbool dat niet verwijst naar een godsdienst zoals de twee andere, die naar het christendom en de islam zouden verwijzen.
De reden om een nieuw symbool in te voeren was om Israël toe te staan om volwaardig lid van het internationale Rode Kruis te worden. Israëls lokale afdeling heet Magen David Adom (Nederlands: Rode Davidschild) en gebruikt een davidster als symbool.
Een aantal lidstaten weigerden om het Rode Davidschild te laten toetreden. Volgens het Derde Protocol mag de organisatie lokaal de davidster blijven gebruiken en wordt op internationale uitzendingen de Rode Ruit gebruikt.

## Ratificatie

Deze kaart toont de ratificatie status per land:
geratificeerd
ondertekend
geen intentie

Midden 2008 hadden 28 landen het Derde Protocol geratificeerd en 57 het met de intentie dat te doen ondertekend. Onder de landen die het reeds ratificeerden zijn Nederland (2006), Israël (2007), Verenigde Staten (2007) en België (2015). 
Voor ratificatie sloot de Rode Davidster een overeenkomst met de Palestijnse Rode Halve Maan om het nieuwe symbool officieel te erkennen.
In juli 2025 was het Derde Protocol al geratificeerd door 80 landen en 20 andere hadden het al ondertekend met de intentie te ratificeren.